# Max y los chatarreros
Max y los chatarreros (título original, Max et les ferrailleurs) es una película de drama criminal de 1971 dirigida por Claude Sautet, basada en la novela homónima de Claude Néron. Está protagonizada por Michel Piccoli y Romy Schneider, con François Périer y Georges Wilson en papeles secundarios.

## Resumen
Procedente de una rica familia de viticultores de Mâcon y libre de preocupaciones materiales, Max es inspector de policía judicial. En el fondo, es un solitario que se entrega por completo a su labor. Exjuez de instrucción, dimitió frustrado por tener que liberar a un delincuente por falta de pruebas. Ahora es inspector de policía y una vez más ve a una banda de ladrones de bancos escapar de sus manos.
Este nuevo fracaso sigue presente en su mente cuando conoce a Abel, un antiguo compañero de regimiento, al que deliberadamente no revela su profesión. Abel se convirtió en «comerciante de chatarra» y saquea obras de construcción con una banda de matones de poca monta de los alrededores de Nanterre. Max tiene la idea de incitarlos a cometer un gran crimen para así cometer un flagrante delito indiscutible.
Presentándose como cliente, conoce a Lily, una joven prostituta de origen alemán, que es la pareja de Abel. Se hace pasar por director de una pequeña agencia bancaria que recibe periódicamente importantes ingresos de comerciantes, principalmente carniceros. Consigue el apoyo de su jefe y del comisario Rosinsky, responsable del sector, que tiene un informante en la banda. Max, sin embargo, no les revela su papel de instigador.
Poco a poco nace un sentimiento entre Max y Lily. Pero Max mantiene una actitud muy fría y se contenta con influir en los chatarreros a través de él. Finalmente, adivinando que la banda está lista para la acción, les da una fecha ideal para cometer el atraco. Los matones se dan cuenta de esto, pero caen en la trampa y salen corriendo del banco. Están detenidos, excepto uno de ellos, que cayó bajo las balas de la policía.
Lily, que acude al lugar, descubre que el «banquero» en realidad era un oficial de policía. Max le asegura que la ley no la molestará. Sin embargo, el comisario de Nanterre, Rosinsky, desea llevar a Lily ante la justicia por complicidad con los criminales. Max se entera, va a la oficina de Rosinsky e intenta disuadirlo de perseguir a esta mujer. El otro no se inmuta. Entonces Max saca un arma y le dispara al comisionado tres veces. Muere instantáneamente y Max es arrestado. No opone resistencia. Lily presencia su arresto y, por la mirada que le lanza, vemos que lo comprende. Un poco más tarde, en la calle, Max y Lily intercambian una larga mirada. Max sabe que es libre: su rostro luego expresa apaciguamiento.
Max, un policía maduro (Michel Piccoli), es un ser solitario que se dedica por completo a su profesión. Cuando todavía está fresco un fracaso de su departamento policial, incapaz de detener a una banda de ladrones, Max conoce a Abel, un pequeño ladrón de chatarra que con una pequeña banda de matones actúa cerca de Nanterre. Max planea alentarlos a cometer algo grande y atraparlos en el acto. Haciéndose pasar por un cliente, conoce a Lily, una joven prostituta de origen alemán que es la compañera de Abel. El policía se hace pasar por director de una pequeña sucursal bancaria que recibe importantes cantidades de dinero a intervalos regulares. Asegura el apoyo de su comisario de policía. Sin embargo, Max no revela su papel como instigador. Poco a poco, surge un sentimiento entre Max y Lily. Pero Max mantiene una actitud reservada y simplemente influye en la pelea a través de ella. Finalmente, adivinando que la banda está lista para la acción, comunica una fecha ideal para cometer un robo. El día previsto, los espera la policía y son detenidos. Más tarde, en la estación de policía, Rosinsky (el policía más importante del distrito del banco) le revela a Max que quiere que todos los colaboradores sean llevados ante la justicia, incluida Lily. Angustiado, Max intenta salvarla y termina amenazando a Rosinsky. En una discusión, Max saca su arma y lo mata.

## Reparto
- Michel Piccoli: Max
- Romy Schneider: Lily
- Georges Wilson: Inspector Jefe
- Bernard Fresson: Abel Maresco
- François Périer: Rosinsky
- Boby Lapointe: P’tit Lu
- Michel Creton: Robert Saidani
- Henri-Jacques Huet: Dromadaire
- Jacques Canselier: Jean-Jean
- Alain Grellier: Guy Laronget
- Maurice Auzel: Tony
- Philippe Léotard: Losfeld
- Robert Favart: Loiselle
- Dominique Zardi: Baraduch
- Albert Augier: cliente de Lily
- Betty Beckers: María

## Ficha técnica
- Título original: Max y los chatarreros
- Realización:  Claude Sautet, asistido por Jean-Claude Sussfeld
- Guion, adaptación y diálogos:  Claude Sautet, Jean-Loup Dabadie y Claude Néron basada en su novela del mismo título (Éditions Grasset, 1968)
- Decorados: Pierre Guffroy
- Vestuario: Jacques Cottin, Tanine Autré
  - Vestuario de Romy Schneider (la gabardina negra y el vestido rojo) de Yves Saint Laurent
- Fotografía:  René Mathelin
- Sonido: René Longuet
- Montaje; Jacqueline Thiédot, Myriam Baum
- Música:  Philippe Sardé
- Ayudante de cámara:  Jean-Paul Cornu
- Productores:  Raymond Danon y Roland Girard
- Director de producción:  Ralph Baum
- Compañías de producción:  Lira Films (Francia), Sonocam SA (Francia), Fida Cinematografica (Italia)
- Empresa distribuidora: Las Acacias[5] (Francia)
- País de origen:  Francia</img>  Francia,</img> Italia
- Idioma original:  francés
- Formato: color (Eastmancolor) — 35 mm — 1,66:1 — monofónico
- Género:  drama, policiaco
- Duración:  110 minutos (montaje para televisión, 106 minutos y 30 segundos)
- Fechas de estreno: 
  - Francia: 17 de febrero de 1971</link>
  - Italia:  12 de marzo de 1971
  - Alemania occidental: 18 de mayo de 1971 [ref. deseado]</link>
  - Bélgica 27 août 1971 de au cinéma</link>

## Rodaje
- Periodo de rodaje:  18 de agosto al 23 de octubre de 1970.[6]
- Los interiores se rodaron en los estudios Boulogne-Billancourt/ SFP[7] (Hauts-de-Seine).
- Los exteriores[7] fueron filmados en: 
  - Alta Sena  Issy-les-Moulineaux (bistró calle Rouget-de-Lisle: escena donde Lily ve a Max irse, llevado en coche), y estudios de Boulogne-Billancourt 2 rue de Silly
  - Norte  Lille (esquina entre rue du Molinel y rue Sainte-Anne  escenas del robo al banco),
  - París,  11.º distrito (salida del metro Avron y en el bistró calle de Montreuil  escenas del encuentro entre Max y Abel), 17 distrito (esquina calle d'Armaillé y rue des Acacias  (escenas de un lugar de prostitución),
  - Valle del Marne  Alfortville / Créteil (un bar en el Quai de la Révolution y a lo largo de la vía del ferrocarril: escenas en un terreno baldío en Nanterre, dominio de los chatarreros).